# Kambsdalur
Kambsdalur is een plaats die behoort tot de gemeente Fuglafjarðar kommuna in het noordoosten van het eiland Eysturoy, op de Faeröer. Kambsdalur heeft 170 inwoners. De postcode is FO 530. Het is het jongste dorp op de Faeröer en werd pas in 1985 gesticht. Het dorp ligt in de "Ytri Dalur" vallei dat op het grondgebied ligt van zowel de gemeente Gøta als de gemeente Fuglafjørður, het dorp ligt echter volledig op het deel van de gemeente Fuglafjørður.
Kambsdalur heeft zich in zijn korte bestaan ontwikkeld tot een regionaal dienstencentrum. In Kambsdalur vind je het regionale sportcentrum, enkele handelszaken en een scholencomplex waar een hogeschool deel van uitmaakt. Dit heeft er voorlopig echter nog niet voor gezorgd dat de bevolking van het dorp te snel stijgt. 
De grootste troef van Kambsdalur is de uitstekende ligging van het dorp dat op relatief kleine afstand ligt van de meeste grote steden in het noorden van de Faeröer waaronder Fuglafjørður, Leirvík, Gøta, Runavík en Klaksvík. 
Fuglafjørður · Hellur · Kambsdalur